# Секешел
Секешел (рум. Secășel) — село у повіті Алба в Румунії. Входить до складу комуни Охаба.
Село розташоване на відстані 256 км на північний захід від Бухареста, 17 км на схід від Алба-Юлії, 77 км на південь від Клуж-Напоки, 147 км на захід від Брашова.

## Населення
За даними перепису населення 2002 року у селі проживали 285 осіб, з них 282 особи (98,9%) румунів. Рідною мовою 283 особи (99,3%) назвали румунську.